# Lentinus
Genre
Lentinus est un genre de champignons basidiomycètes renfermant des espèces longtemps classées parmi les Agaricales dans la famille des Pleurotaceae (Panus), mais à présent réunies aux Polyporaceae. Leurs spores sont lisses, non amyloïdes. 
Ce genre a été dépouillé, notamment au profit des genres Lentinellus et Lentinula, il ne recouvre donc plus tous les champignons communément nommés Lentins mais comprend encore plusieurs dizaines d'espèces. L'espèce type est Lentinus crinitus.
Comme les polypores, les Lentinus sont des champignons à chair fibreuse et assez coriace. Leur chapeau peut être blanc, lilacin, jaunâtre, ochracé à brun roux, parfois moucheté. Les lames sont étroites et plus ou moins rudimentaires, formant des plis (pliciformes). L'arête des lames est stérile, souvent denticulée ou serrulée. 
Le pied est toujours présent, plus ou moins développé et souvent excentré comme celui des pleurotes.

## Espèces
- Lentinus cubensis
- Lentinus sajor-caju
- Lentinus tigrinus
- Lentinus squarrosulus